# 伊野インターチェンジ
伊野インターチェンジ（いのインターチェンジ）は高知県吾川郡いの町枝川にある高知自動車道のインターチェンジ。
2023年（令和5年）4月3日から料金所がETC専用になっている。

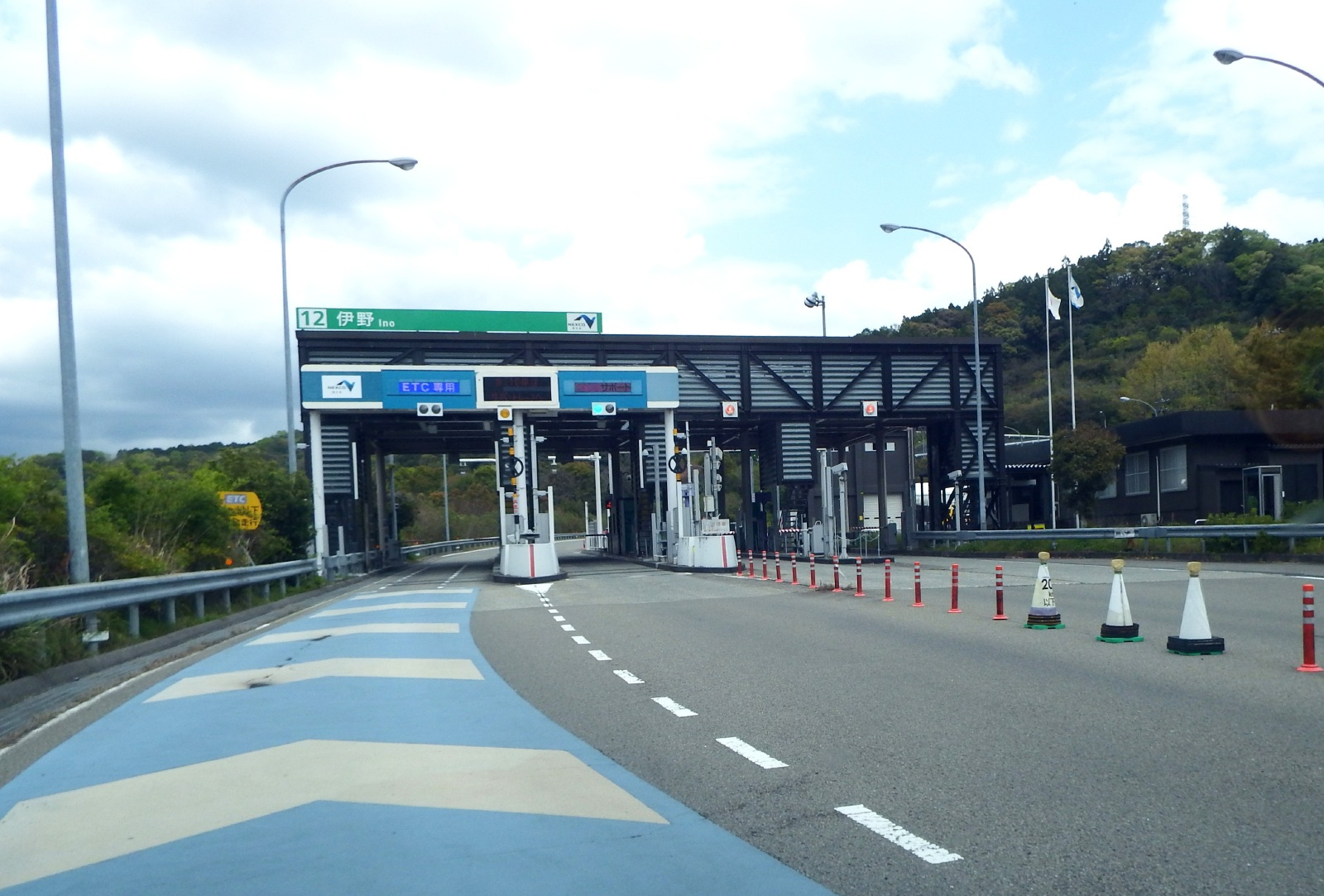
入り口

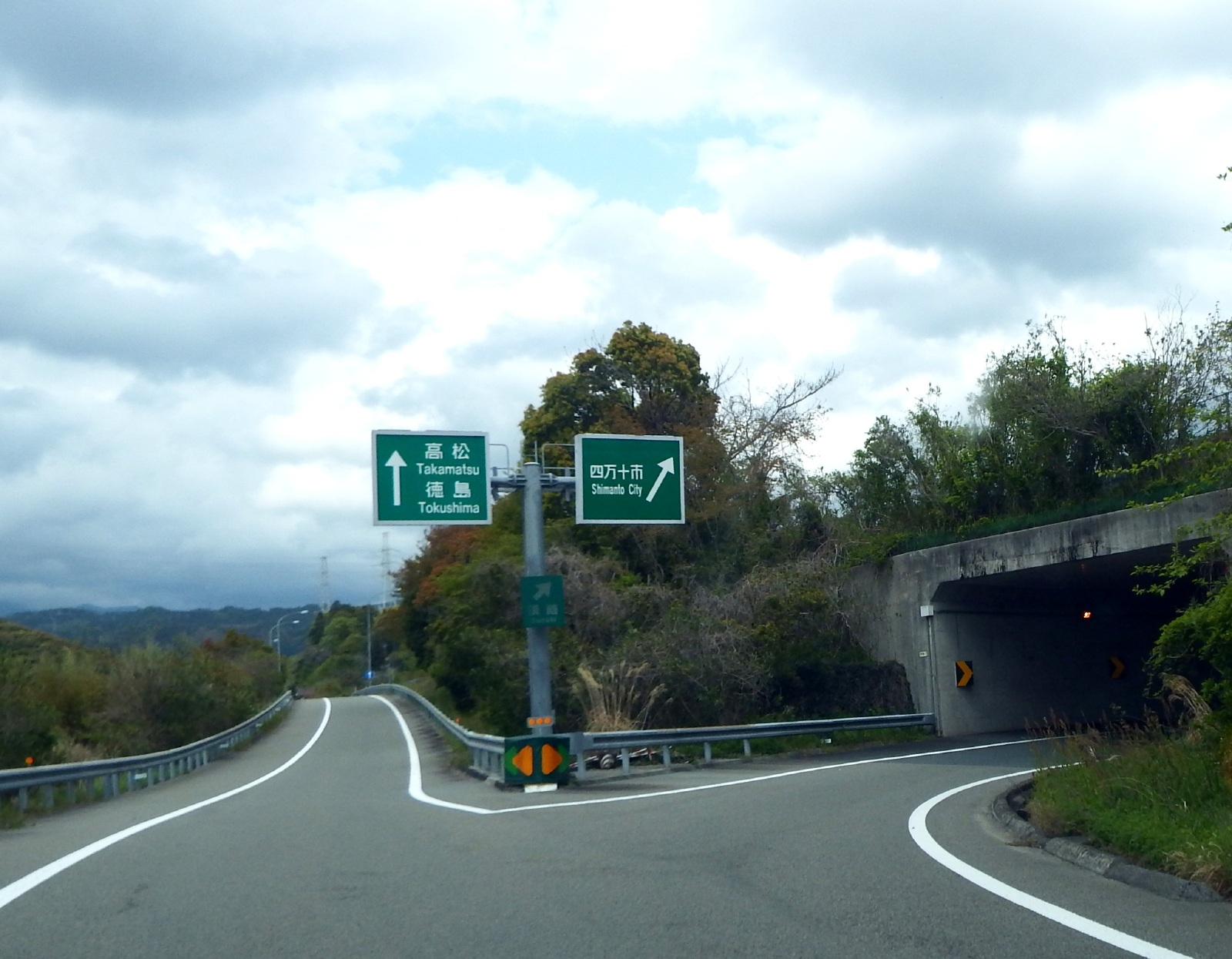
進入路分岐

## 道路
- E56 高知自動車道（12番）
- 接続する道路：国道33号 高知西バイパス 1期工区区間

## バスストップ
いのインター口バスストップは当IC入口近くの国道33号高知西バイパス上にある高速バス停留所である。下記の路線が利用できる。
- 高知エクスプレス号・京阪神ドリーム高知号 大阪方面（ジェイアール四国バス・西日本ジェイアールバス）

## 料金所

### 入口
- レーン数：2
  - ETC専用：1
  - サポート：1

### 出口
- レーン数：2
  - ETC専用：1
  - サポート：1

## 周辺
- 高知県運転免許センター
- いの町立枝川小学校
- 高知県立伊野商業高等学校

## 隣
E56 高知自動車道
(11) 高知IC - (12) 伊野IC - (13) 土佐IC
高知西バイパス（高知松山自動車道に接続予定）
 伊野IC - 高知西バイパス（1期工区区間） - 枝川IC